# Siphocampylus elegans
Siphocampylus elegans là loài thực vật có hoa trong họ Hoa chuông. Loài này được Planch. miêu tả khoa học đầu tiên năm 1850.